# Arquitectura vernácula

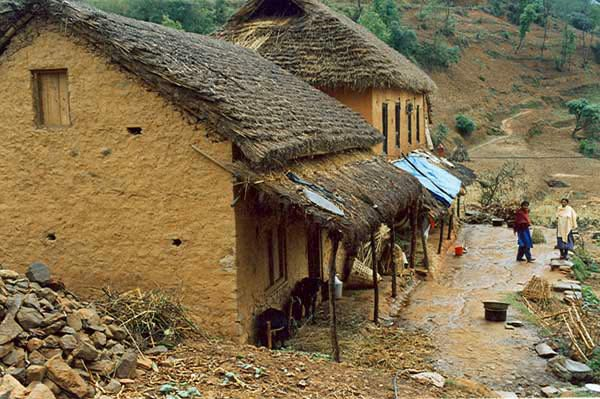
Casa de piedra, techos de paja y arcilla en Nepal.

La arquitectura vernácula es aquella que se constituye como de tradición regional más auténtica. 
Esta arquitectura nació entre los pueblos autóctonos de cada región, como una respuesta a sus necesidades de hábitat. Lo que hace diferente a estas edificaciones de otras edificaciones, es que las soluciones adoptadas son un ejemplo de adaptación al medio, están realizadas por el mismo usuario, apoyado en la comunidad y el conocimiento de sistemas constructivos heredados ancestralmente.

## Etimología
El término vernáculo se deriva del latín vernaculus, que significa "doméstico, nativo, indígena", desde «verna», que significa "esclavo nativo" o "esclavo nacido en casa".
El término vernáculo, en su planteamiento más general se refiere a lo propio de una determinada cultura, su utilización más frecuente está relacionado con la denominación de la lengua nativa de los individuos; sin embargo, en la actualidad el término vernáculo extiende su significado a todo aquello que converja en la base de la identidad, cotidianidad y rasgos fundamentales enraizados en la historia de cada cultura. 

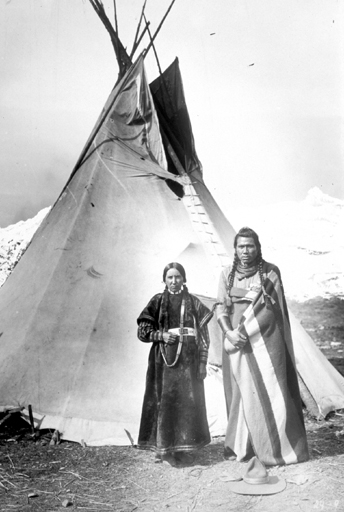
Tipi de la tribu Nez Perce

Teniendo en cuenta que la revolución industrial hace parte fundamental en un periodo comprendido de la historia, podemos denominar según Francoise Choay vernácula a ese tipo de Arquitectura de grandes chimeneas robustas, pesadas y macizas.
Caracterizadas por el neologismo (según Kevin Lynch en su libro de la imagen de la ciudad).

## Arquitectos y arquitectura vernácula
Frank Lloyd Wright describe la arquitectura vernácula como "edificio folclórico creciendo en respuesta a las necesidades reales, ajustado al entorno por personas que conocían mejor que nadie lo que encaja y con un sentimiento patrio" que sugiere que es una forma primitiva de diseño.
Muchos arquitectos modernos han estudiado edificios vernáculos y dicen haberse inspirado en ellos, incluyendo los aspectos de la arquitectura vernácula en sus diseños. En 1946, el arquitecto egipcio Hassan Fathy fue nombrado para el diseño de la ciudad de Nueva Gourna cerca de Luxor. Después de haber estudiado los asentamientos nubios tradicionales y tecnologías, incorporó las bóvedas de ladrillo de barro tradicionales de los asentamientos nubios en sus diseños. El experimento fracasó, debido a una variedad de razones sociales y económicas; este es el primer intento de un arquitecto para hacer frente a las necesidades sociales y ambientales de los usuarios del edificio mediante la adopción de los métodos y las formas de la arquitectura vernácula.

## Características
Características generales de la arquitectura vernácula las siguientes:

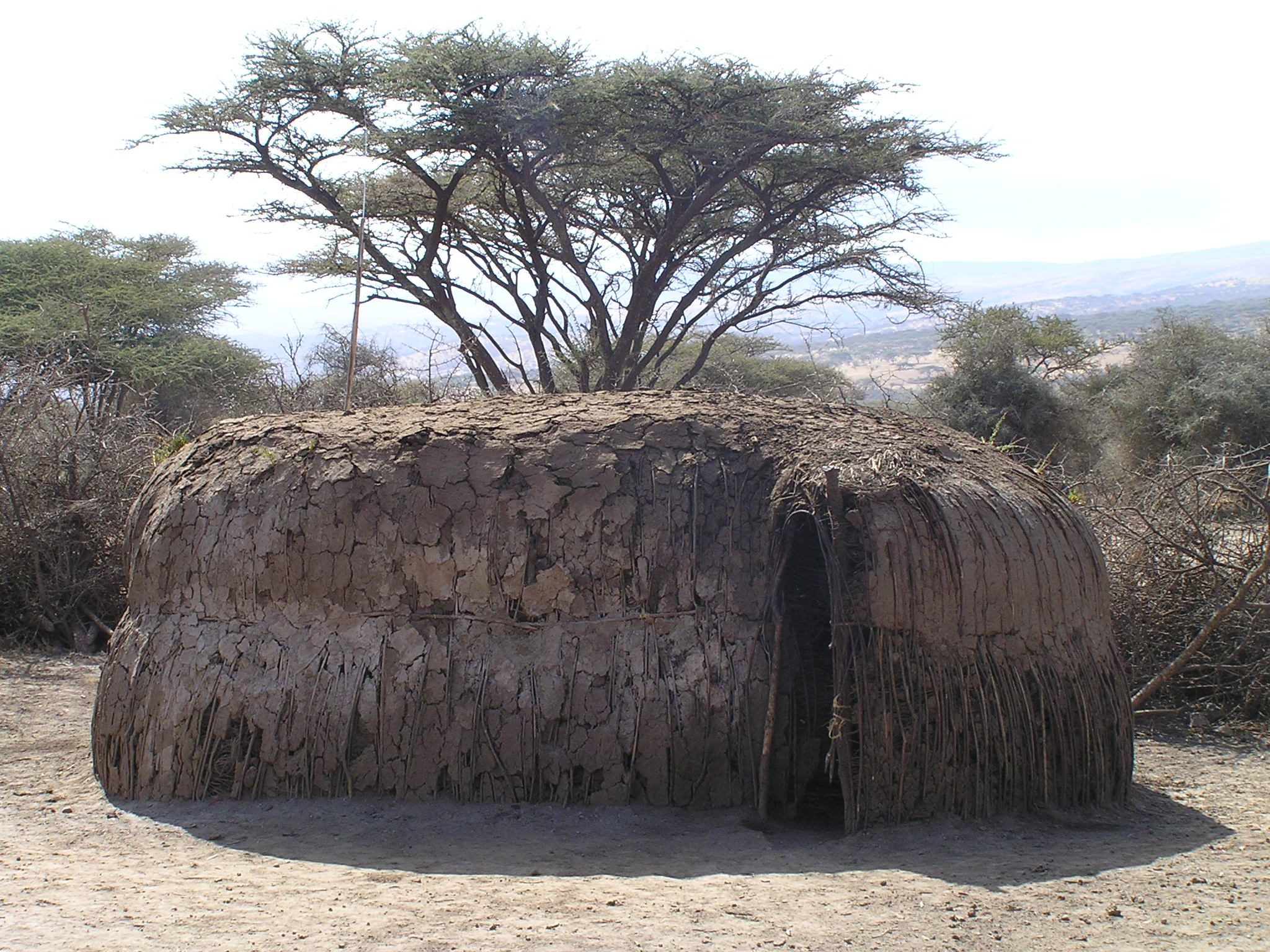
Casa Maasai en Tanzania

1. Es testimonio de la cultura popular en donde el uso de materiales y sistemas constructivos son producto de una buena adaptación al medio.
2. Se busca la creación de microclimas para provocar lugares confortables, incidir en la temperatura, la iluminación, los niveles de humedad, etc. Son las formas más básicas en que la arquitectura vernácula hace válidos los conocimientos adquiridos en la antigüedad y evolucionado con el tiempo también del patrimonio histórico y cultural de toda sociedad.
3. Es presentada de principio como una arquitectura que se basa en el conocimiento empírico evolucionado de generación en generación, resultando en una tradición constructiva, reproducida y conservada viva por las nuevas generaciones.
4. Sus particularidades estéticas y estructurales difieren entre un lugar y otro entre una cultura y otra, sin embargo sus esenciales características parten de la misma raíz.
5. Responde a una protección acorde al clima local y contiene materiales según los recursos existentes en el entorno.

### Materiales y medio ambiente
El medio ambiente local y los materiales de construcción que pueden proporcionar gobierna muchos aspectos de la arquitectura vernácula. Las áreas ricas en los árboles desarrollan una vivienda de madera, mientras que las áreas sin mucha madera pueden usar barro o piedra. En el Lejano Oriente es común el uso de bambú, ya que es abundante y versátil. Vernáculo, casi por definición, es sostenible y no agotar los recursos locales. Si no es sostenible, no es adecuado para su contexto local, y no puede ser vernácula.

## Arquitectura vernácula en el mundo
La arquitectura vernácula ha dejado rastro en todo el mundo, pero en unas regiones es más evidente su existencia.
- Ártico. En el Ártico los "iglú" son la edificación vernácula más usada. Son usados como viviendas. Tienen una forma semiesférica y está hecha totalmente de hielo. Estas edificaciones son construidas directamente en el firme, creando una forma circular con los bloques de hielo, y conforme crece verticalmente la construcción disminuye horizontalmente, hasta llegar al punto de cerrar toda la construcción

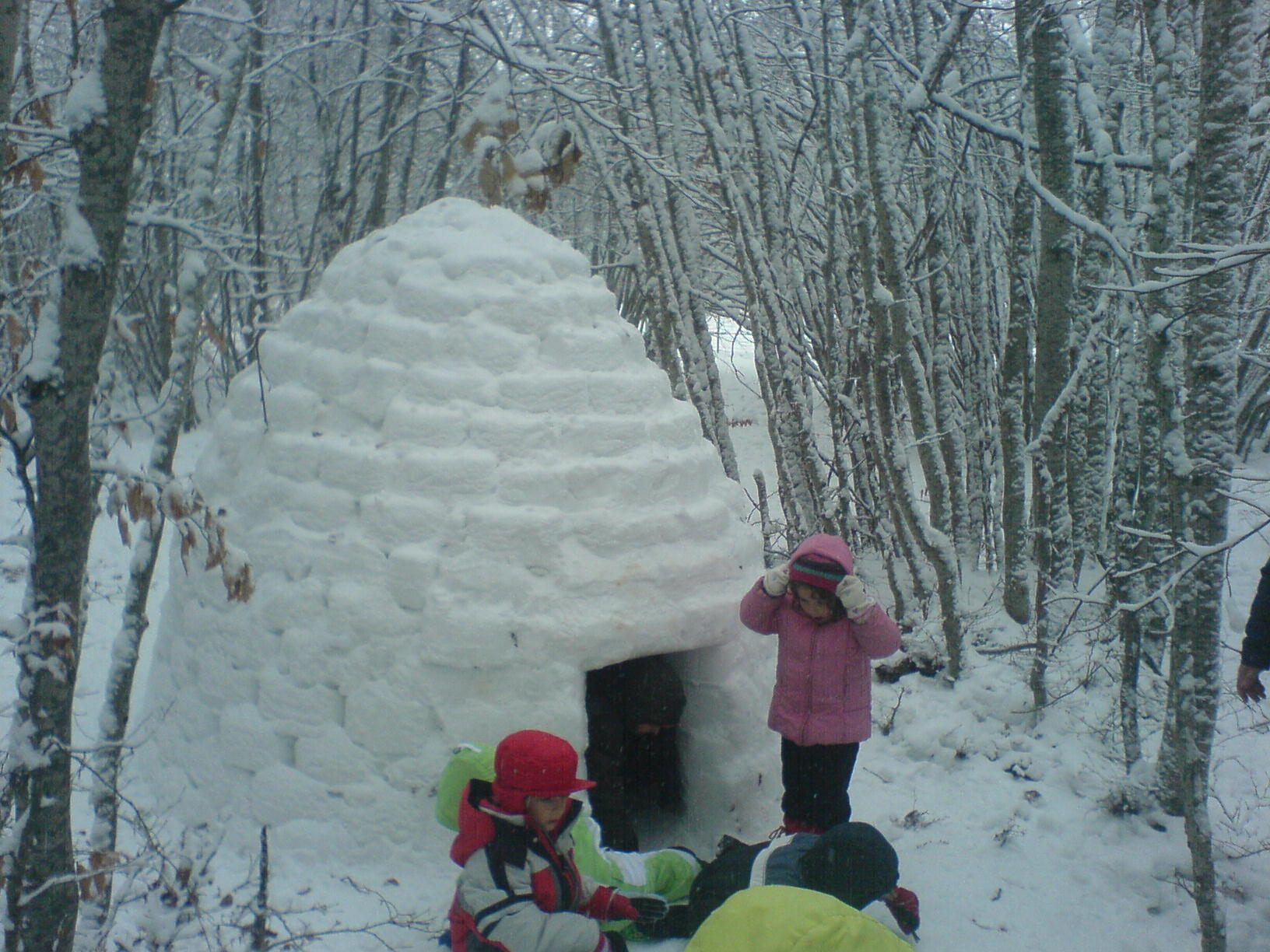
Iglú terminado en el Ártico

- Trulli, Italia. En esta región de Italia (Sur) se construían unas viviendas muy peculiares; los materiales que se empleaban eran aislantes de temperatura y su forma consistía en muros creando un volumen prismático y un techo en forma cónica de bastante espesor. Y en dichas edificaciones se contaba con área de estar y área de dormir.

- Tribu Bezanozano, Madagascar. En esta tribu las construcciones vernáculas eran más grandes, tenían planta en forma rectangular, los cerramientos estaban hechos de cañas de bambú, material muy común en la zona,  y techos a dos aguas cubiertos de paja; también alrededor de éstas construcciones se llenaba de vegetación.

- México, Región de la Costa Chica (Oaxaca y Guerrero): En la mayor parte de estas localidades la influencia es africana, la vivienda vernácula generalmente posee sistemas constructivos de tierra. El Bahereque por ejemplo, es un método constructivo a base de carrizo, bambú o madera, el recubrimiento es una mezcla de barro, agua y estiércol de animal que algunas ocasiones es sustituida por paja, y techumbres construidas de palma seca, misma de la región; La planta arquitectónica se manifiesta generalmente en tres formas: circular, absidal y rectangular.
- México, región noreste. En el desierto en las zonas altas de Coahuila y en las montañas del centro de Nuevo León se construyen casas tren, que son edificaciones lineales de hasta ochenta metros de largo. Tienen una fachada abierta, con puertas, y otra completamente cerrada. Se construyen de adobe y, en algunos casos, de piedra.

## Parámetros
Los parámetros para catalogar algo construido como arquitectura vernácula son:
- Ser expresión de una tradición constructiva ancestral, todavía viva.
- Que haya sido construido por nativos del lugar.
- Que se utilicen materiales locales.
- Que estos, al cumplir su ciclo vital, sean devueltos sin riesgo o contaminación ecológica al propio suelo.